# Tom Leahy
Thomas Martin Leahy (* 7. November 1957 in Cork) ist ein irischer Bocciaspieler und ehemaliger Leichtathlet.
Leahy, der Infantile Zerebralparese hat, nahm erstmals 1984 an den Paralympischen Spielen teil. Hierbei gewann er eine Goldmedaille im Kugelstoßen und eine Silbermedaille im Keulenwerfen. Bei den nächsten Spielen 1988 in Seoul konnte Leahy im Keulenwerfen Bronze und im Kugelstoßen Silber gewinnen. 1992 gewann er in der Sportart Boccia in der Teamwertung Mixed Team C1-C2 Bronze. 1996 in Atlanta folgte eine Silbermedaille in der Wertung Mixed Individual C2 des Boccia-Wettbewerbs. Bei den Paralympischen Spielen in Sydney 2000 konnte Leahy seine zweite Goldmedaille, diesmal beim Diskuswurf, gewinnen. 2004 in Athen, 2008 in Peking sowie 2012 in London konnte er an diese Erfolge nicht anknüpfen.
Nach einer Hüftverletzung vor einigen Jahren konnte Leahy nicht mehr in der Leichtathletik aktiv werden und konzentrierte sich nun auf Boccia.
Neben seiner sportlichen Karriere arbeitet Leahy als Maler. Unter anderem illustriert er Kinderbücher mit Landschaftsbildern und hielt auch schon eine Ausstellung seiner Werke ab.